# Trójkąt (Ostrowiec Świętokrzyski)

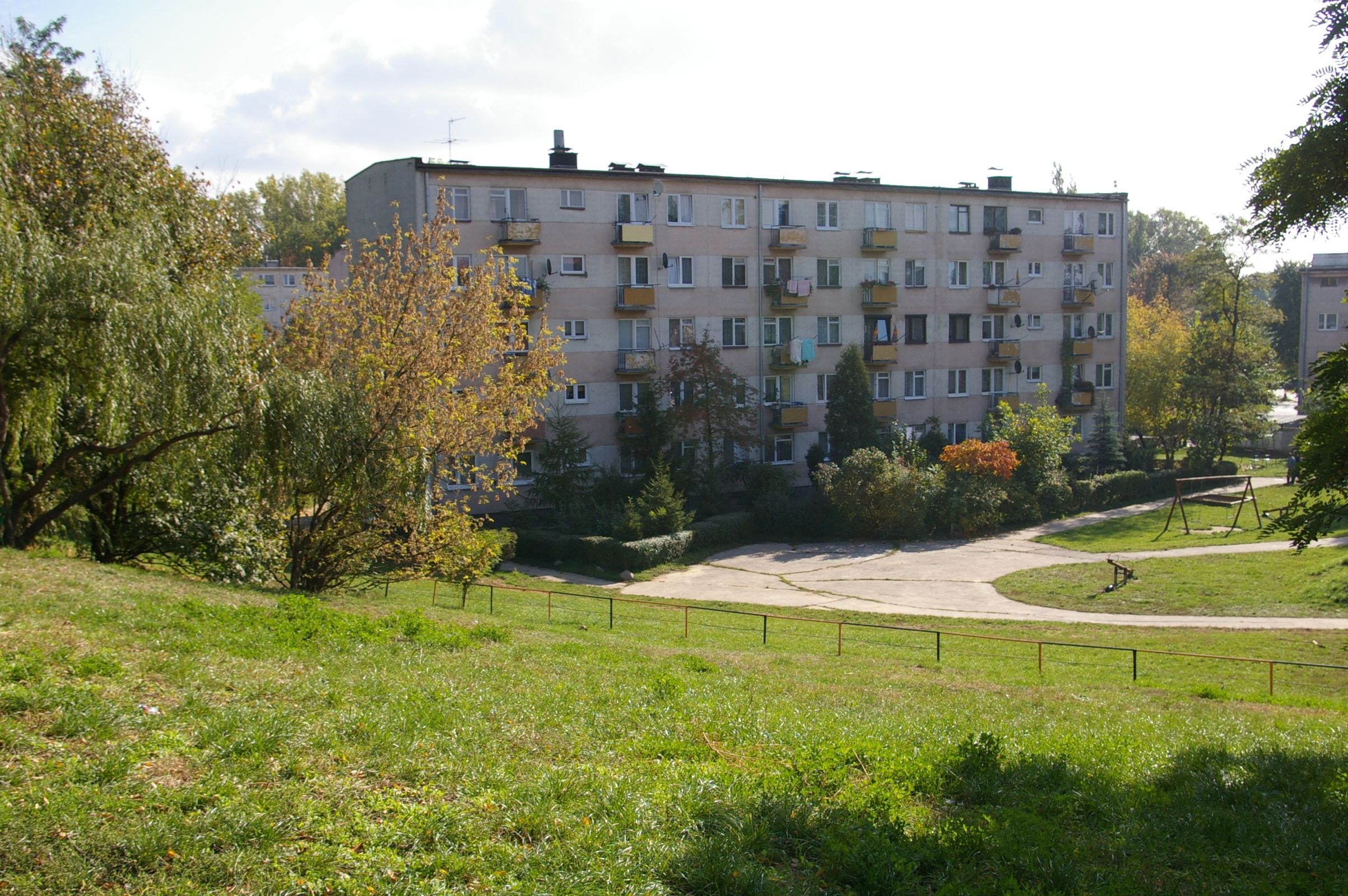
Bloki na osiedlu Trójkąt

Trójkąt – osiedle samorządowe Ostrowca Świętokrzyskiego położone w centrum miasta, na północny zachód od Śródmieścia.
Swoim zasięgiem obejmuje część zabudowań przy ulicach: Mickiewicza (nieparzyste numery 9-11 i parzyste 10-20), Polnej (nieparzyste numery 19-39) oraz Sienkiewicza (numery parzyste 6-62).
Osiedle sąsiaduje z Parkiem Miejskim imienia Marszałka Józefa Piłsudskiego oraz kompleksem rozrywkowym na Rawszczyźnie.